# 旭暉籃球隊
旭暉籃球隊（Yuk Fai Basketball Team），成立於1971年，是香港的一支籃球隊，曾經多次升上香港籃球聯賽甲一組，現時於甲二組作賽，教練是呂楚威。

## 球隊歷史
旭暉籃球隊於1971年成立，於1990年贏得香港籃球聯賽甲二組冠軍，首次取得升上甲一組作賽的資格。之後，旭暉戰績不濟，曾降落乙組作賽。2000年，旭暉贏得香港籃球聯賽乙組冠軍，得以回升上甲二組作賽。志切爭取升上甲一的旭暉，於2002年、2005年及2006年三度屈居亞軍之後，於2008年，旭暉從北京首鋼邀請前中國國家籃球隊球員焦健助陣，在甲二組決賽以77－73擊敗勁敵遊協，終於成功奪冠，重返甲一組作賽。
闊別多年重返甲一組旭暉，雖然只以升班功臣為班底，只羅致了陳翊麟、趙勵勇、余永興等具甲一組經驗球員加盟，但教練趙永良季前揚言要打精彩籃球，並以五、六名為目標。不過，旭暉整體實力始終較弱，在甲一組比賽連場敗北，於2009年6月24日在石硤尾公園體育館舉行的甲一組聯賽最後一輪名次賽，以72－91敗給超敏後，宣告護級失敗，要降落甲二組作賽。2010年6月29日，於修頓室內場舉行的甲二組決賽，以61－84大敗給日域，屈居亞軍，錯失重返甲一組的機會。2011年甲二組決賽，以60—46擊敗新青聯，是近十年來首支沒有聘請外援的球隊，成功取得甲二組冠軍，第三次贏得甲二組聯賽冠軍，得以重返甲一組作賽。2012年，旭暉於甲一組聯賽名列包尾，只作賽了一季，便要降回甲二組。2017年，以全華班重返甲一籃球聯賽.2017年又包尾。2018年降回甲二比赛。只得第四名完成甲二赛事。

## 管理層及職球員名單

### 球會教練團及職球員
| 球會總教練：   | 呂楚威 |
| 球會助理教練： | 張啟倫 |
| 球會領隊：     | 甘達峯 |

## 曾效力球員
- 黎振楠
- 陳志堅
- 劉柏邦
- 黃志偉
- 林海量
- 梁卓奇
- 葉永恒
- 方立然
- 黎國尉
- 甄家傑
- 楊文綱
- 馬家維
- 陳榮偉
- 嚴偉德
- 陳永勝

## 球隊榮譽
- 香港籃球聯賽甲二組冠軍 三次(1990、2008、2011年)
- 香港籃球聯賽乙組冠軍 一次(2000年)

## 著名球員
- 梁卓奇
- 趙勵勇

## 歷任教練
- 呂楚威(2016年一2017年)
- 徐家良(2011年一2016年)

## 外部連結
- 香港籃球總會網頁 （页面存档备份，存于）
- 旭暉籃球會Blog （页面存档备份，存于）